# Dirk Gotink
Dirk Gotink (ur. 13 sierpnia 1981 w Haarlemie) – holenderski polityk, poseł do Parlamentu Europejskiego X kadencji.

## Życiorys
Uzyskał magisterium na Uniwersytecie Albrechta i Ludwika we Fryburgu, specjalizując się w tematyce dotyczącej globalizacji. Kształcił się również na University of KwaZulu-Natal w Durbanie i Jawaharlal Nehru University w Delhi. Długoletni pracownik Parlamentu Europejskiego, był doradcą delegacji Apelu Chrześcijańsko-Demokratycznego w PE. Później został rzecznikiem prasowym Manfreda Webera, przewodniczącego frakcji Europejskiej Partii Ludowej. W 2024 otrzymał pierwsze miejsce na liście Nowej Umowy Społecznej Pietera Omtzigta w wyborach europejskich w tym samym roku. W wyniku głosowania uzyskał mandat eurodeputowanego X kadencji.